# Smrečno
Smrečno – wieś w Słowenii, w gminie Slovenska Bistrica. W 2018 roku liczyła 98 mieszkańców.